# Louise Du Pierry
Louise Du Pierry (francès: Louise du Pierry)  (La Ferté-Bernard, 30 de juliol de 1746 - Luzarches, 27 de febrer de 1830), va ser una astrònoma i professora francesa.

## Biografia
Va néixer a La Ferté-Bernard, a la província francesa de Maine, l'1 d'agost de 1746. Louise du Pierry va ser estudiant i també amant de Jerome de Lalande el 1779. Va estudiar història natural i astronomia. Va ser membre de l'Acadèmia de Ciències de Béziers.
El 1789 es va convertir en la primera dona professora de la universitat de la Sorbona a París com a líder del Cours d’astronomie ouvert pour les dames et mis à leur portée per a estudiants. Va ser la primera classe orientada a les dones. El curs va tenir un gran èxit, tot i que molts estudiants temien al principi que l'assumpte seria massa difícil per a les dones.
Va publicar molts treballs sobre la recopilació de dades astronòmiques. Aquests treballs inclouen:
Tables de l'effet des réfractions, en ascension droite et en déclinaison, pour la latitude de Paris, París, 1791. Aquesta publicació es referia a l'estimació de l'efecte de refracció, el coneixement del qual era necessari per als càlculs dels astrònoms. La sèrie de taules proporciona la quantitat de l'efecte de refracció en funció de l'ascensió recta i la declinació a la latitud de París.
Tables de la durée du jour et de la nuit, París, 1792. Aquesta publicació proporcionava la durada dels dies i de les nits tant per a usos astronòmics com civils.
Calculs d’éclipses pour better trouver le movement de la Lune.
Table alphabétique et analytique des matières dins dels cinc volums del Système des connaissances chimiques de Fourcroy, París, Beaudouin, 1799 (any X de la revolució francesa).
Jerome de Lalande li va dedicar la seva obra Astronomie des Dames (1790), [5], on és lloada pel seu talent, gust i coratge en el camp de la ciència.